# Емір Ділавер
Емір Ділавер (нім. Emir Dilaver; нар. 7 травня 1991, Томиславград) — австрійський футболіст боснійського походження, центральний захисник хорватської «Рієки».

## Клубна кар'єра
Народився 7 травня 1991 року в югославському місті Томиславград (нині — Боснія та Герцеговина). Розпочав займатись футболом в Австрії у клубі «Ред Стар Пензінг», а з 2001 року перебував у академії столичної «Аустрія» (Відень). 2009 року для отримання ігрової практики був відданий в оренду в нижчоліговий клуб «Вінерберг», де і дебютував у дорослому футболі, взявши участь в 11 матчах чемпіонату, після чого грав за резервний клуб «Аустрії».
Дебютував у Бундеслізі, найвищій австрійській лізі, 19 лютого 2011 року в грі проти «Вінер-Нойштадт», коли на 83-й хвилині вийшов замість Юліана Баумгартлінгера. Загалом за рідну команду провів 85 матчів в усіх турнірах, в яких забив 2 голи і став чемпіоном Австрії у сезоні 2012/13.
2014 року уклав контракт з клубом «Ференцварош», у складі якого провів наступні три роки своєї кар'єри гравця. Граючи у складі «Ференцвароша» також здебільшого виходив на поле в основному складі команди і за цей час три рази виграв національний Кубок, двічі Суперкубок і по одному разу чемпіонат Угорщини та Кубок ліги.
Протягом сезону 2017/18 років захищав кольори польського «Леха», після чого перейшов у хорватський «Динамо» (Загреб), з яким у першому ж сезоні виграв чемпіонат і Суперкубок Хорватії. Станом на 23 жовтня 2019 року відіграв за «динамівців» 24 матчі в національному чемпіонаті.

## Виступи за збірні
2009 року дебютував у складі юнацької збірної Австрії (U-18). У складі команди до 19 років Емір поїхав на юнацький чемпіонат Європи 2010 року у Франції, де зіграв у всіх трьох матчах, але команда зайняла 3 місце у групі і не вийшла в плей-оф. Загалом на юнацькому рівні взяв участь у 10 іграх, відзначившись одним забитим голом.
Протягом 2010—2012 років залучався до складу молодіжної збірної Австрії. На молодіжному рівні зіграв у 15 офіційних матчах.
2014 року Ділавер заявив, що вирішив виступати за Боснію та Герцеговину на дорослому рівні.

## Статистика виступів

### Статистика клубних виступів
| Сезон                   | Команда                 | Чемпіонат               | Чемпіонат | Чемпіонат | Національний кубок | Національний кубок | Національний кубок | Континентальні кубки | Континентальні кубки | Континентальні кубки | Інші змагання | Інші змагання | Інші змагання | Усього | Усього |
| Сезон                   | Команда                 | Ліга                    | Ігор      | Голів     | Ліга               | Ігор               | Голів              | Ліга                 | Ігор                 | Голів                | Ліга          | Ігор          | Голів         | Ігор   | Голів  |
| ----------------------- | ----------------------- | ----------------------- | --------- | --------- | ------------------ | ------------------ | ------------------ | -------------------- | -------------------- | -------------------- | ------------- | ------------- | ------------- | ------ | ------ |
| 2008–09                 | «Вінерберг»             | РЛ (ІІІ)                | 11        | 0         | КА                 | 0                  | 0                  | -                    | -                    | -                    | -             | -             | -             | 11     | 0      |
| 2009–10                 | «Аустрія ІІ»            | ЕЛ (ІІ)                 | 27        | 1         | КА                 | 1                  | 0                  | -                    | -                    | -                    | -             | -             | -             | 28     | 1      |
| 2010–11                 | «Аустрія ІІ»            | РЛ (ІІІ)                | 21        | 4         | КА                 | 2                  | 0                  | -                    | -                    | -                    | -             | -             | -             | 23     | 4      |
| Усього за «Аустрію ІІ»  | Усього за «Аустрію ІІ»  | Усього за «Аустрію ІІ»  | 48        | 5         |                    | 3                  | 0                  |                      | -                    | -                    |               | -             | -             | 51     | 5      |
| 2010–11                 | «Аустрія»               | БЛ                      | 3         | 0         | КА                 | 0                  | 0                  | ЛЄ                   | -                    | -                    | -             | -             | -             | 3      | 0      |
| 2011–12                 | «Аустрія»               | БЛ                      | 19        | 0         | КА                 | 3                  | 0                  | ЛЄ                   | 1                    | 0                    | -             | -             | -             | 23     | 0      |
| 2012–13                 | «Аустрія»               | БЛ                      | 26        | 2         | КА                 | 4                  | 0                  | -                    | -                    | -                    | -             | -             | -             | 30     | 2      |
| 2013–14                 | «Аустрія»               | БЛ                      | 22        | 0         | КА                 | 2                  | 0                  | ЛЧ                   | 5                    | 0                    | -             | -             | -             | 29     | 0      |
| Усього за «Аустрію»     | Усього за «Аустрію»     | Усього за «Аустрію»     | 70        | 2         |                    | 9                  | 0                  |                      | 6                    | 0                    |               | -             | -             | 85     | 2      |
| 2014–15                 | «Ференцварош»           | НБІ                     | 29        | 0         | КУ+КЛ              | 8+5                | 0                  | ЛЄ                   | 3                    | 0                    | -             | -             | -             | 45     | 0      |
| 2015–16                 | «Ференцварош»           | НБІ                     | 11        | 0         | КУ+КЛ              | 0+0                | 0                  | ЛЄ                   | 3                    | 0                    | СУ            | 0             | 0             | 14     | 0      |
| Усього за «Ференцварош» | Усього за «Ференцварош» | Усього за «Ференцварош» | 40        | 0         |                    | 13                 | 0                  |                      | 6                    | 0                    |               | 0             | 0             | 59     | 0      |
| Усього за кар'єру       | Усього за кар'єру       | Усього за кар'єру       | 169       | 7         |                    | 25                 | 0                  |                      | 12                   | 0                    |               | 0             | 0             | 206    | 7      |

## Титули і досягнення
- Чемпіон Австрії (1):

«Аустрія» (Відень): 2012-13
- Чемпіон Угорщини (1):

«Ференцварош»: 2015-16
- Володар Кубка Угорщини (3):

«Ференцварош»: 2014-15, 2015-16, 2016-17
- Володар Кубка угорської ліги (1):

«Ференцварош»: 2014-15
- Володар Суперкубка Угорщини (1):

«Ференцварош»: 2015
- Чемпіон Хорватії (3):

«Динамо» (Загреб): 2018-19, 2019-20, 2021-22
- Володар Суперкубка Хорватії (2):

«Динамо» (Загреб): 2019, 2022